# 張景明
張景明（1455年—？），字廷光，浙江紹興府山陰縣人，民籍，明朝政治人物。

## 生平
浙江鄉試第七十名舉人。弘治三年（1490年）中式庚戌科會試第一百八十一名，三甲第五十三名進士。官興府左長史。贈礼部尚书、文淵閣大學士，謚恭僖。

## 家族
曾祖張弼；祖父張蘊輝，封兵科給事中；父張以憲，母袁氏。具庆下。伯父張以弘。